# Pole elekcyjne na Woli

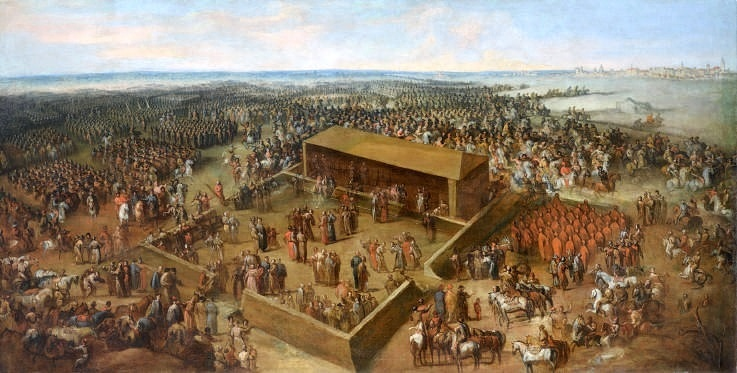
Elekcja na Woli w 1697

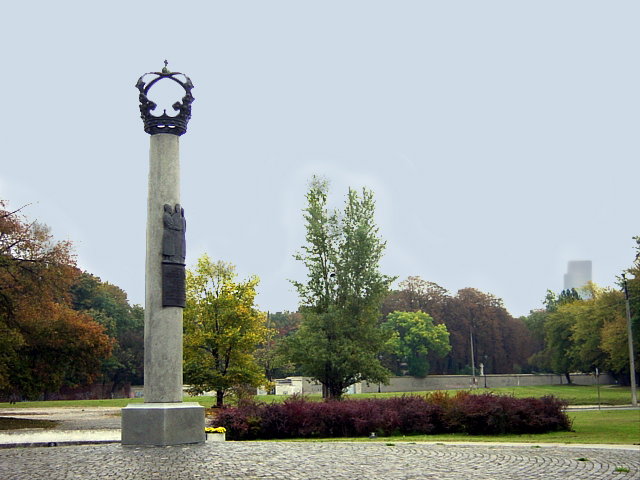
Pomnik Electio Viritim na placu Pole Elekcyjne

Pole elekcyjne na Woli – dawne pole elekcyjne, współcześnie obszar znajdujący się w obrębie osiedla Koło, częściowo Młynowa i Powązek w Warszawie. 

## Opis
Dawne pole elekcyjne znajdowało się między współczesnymi ulicami: Obozową, Ostroroga i Płocką. Nazwa „Koło” ma ona upamiętniać Koło Rycerskie, czyli miejsce, gdzie stawało zgromadzenie posłów ziemskich.
Na polach Woli zostali wybrani:
- Anna Jagiellonka (1575)
- Stefan Batory (1576)
- Zygmunt III Waza (1587)
- Władysław IV Waza (1632)
- Jan II Kazimierz Waza (1648)
- Michał Korybut Wiśniowiecki (1669)
- Jan III Sobieski (1674)
- August II Mocny (1697)
- Stanisław Leszczyński (1704)
- Stanisław Leszczyński (1733)
- Stanisław August Poniatowski (1764)

Drugim miejscem elekcji w Warszawie była wieś Kamion, gdzie dokonano wyboru Henryka Walezego (1573) oraz Augusta III Sasa (1733).

## Upamiętnienie
- W 1997 dawne pole elekcyjne upamiętniono wzniesieniem pomnika Electio Viritim[1].
- W październiku 2010 placowi zlokalizowanemu w rejonie ul. Obozowej i J. Ostroroga, na którym znajduje się pomnik Electio Viritim, nadano nazwę Pole Elekcyjne[2].